# Heinrich Josten
Heinrich Josten (ur. 11 grudnia 1893 w Malmedy, zm. 24 stycznia 1948 w Krakowie) – zbrodniarz hitlerowski, członek załogi obozu koncentracyjnego Auschwitz-Birkenau i SS-Obersturmführer.

## Życiorys
Ukończył szkołę powszechną i dwa lata szkoły zawodowej. Z wykształcenia był ślusarzem. Josten był członkiem NSDAP i SS od 1 kwietnia 1933. Od 1 września 1939 pełnił służbę w Waffen-SS z przydziałem do personelu obozu koncentracyjnego we Flossenbürgu. 25 czerwca 1940 Josten został przeniesiony do Auschwitz, gdzie pozostał aż do ewakuacji obozu w styczniu 1945. Początkowo sprawował stanowisko dowódcy kompanii wartowniczej, a następnie przeniesiony został do komendantury (do jego obowiązków należała: kontrola posterunków wartowniczych, komenda obozowej straży pożarnej i kierownictwo obozową obroną przeciwlotniczą).
Jako dowódca kompanii w Auschwitz kilkakrotnie w 1941 kierował masowymi egzekucjami, które odbywały się w obozowej żwirowni (Kiessgrube). Podczas likwidacji Żydów węgierskich Josten brał udział w selekcjach na rampie w Birkenau i odprowadzał ofiary do krematoriów. Oprócz tego wielokrotnie znęcał się nad więźniami, bijąc ich i kopiąc oraz biorąc udział w egzekwowaniu kar chłosty.
Josten po zakończeniu wojny był jednym z oskarżonych w pierwszym procesie oświęcimskim, który toczył się przed polskim Najwyższym Trybunałem Narodowym. W trakcie procesu usiłował wmówić Trybunałowi, że nic mu nie wiadomo było o tym, by więźniowie w Auschwitz byli mordowani i maltretowani. Josten został uznany za winnego zarzucanych mu zbrodni i skazany 22 grudnia 1947 na karę śmierci, którą wykonano przez powieszenie w krakowskim więzieniu Montelupich.